# 阿尔卑斯山的少女
《小天使》是根据瑞士作家約翰娜·施皮里於1880～1881年所發表的德文小說系列改編的日本電視動畫，由富士電視台於1974年1月6日～12月29日每週日晚間7：30播映，全52話。

## 故事
從小失去雙親，由姨母照顧的小女孩小蓮，一日由於她因為姨母必須至外地工作來到她爺爺所居之阿爾卑斯山。從此小蓮在阿爾卑斯山展開新生活並且在山上結交到許多好朋友，其中有牧羊少年小豆子，以及山羊等動物們，此外她還在山上學到許多生活上該要做的事，並且將歡樂帶給她身旁的人。
原本小蓮和爺爺在山上過著平靜且無憂無慮的日子，但就在有一天，小蓮的姨母從德國法蘭克福過來要將小蓮帶往法蘭克福，原來小蓮的姨母在法蘭克福為一位富商家中擔任女傭時，因為富商的獨生女兒小芬自體弱多病無法行走，加上她在十分孤單的情況下需要有書童兼玩伴來陪伴，因此被迫到法蘭克福的小蓮對她在這裡的生活充滿陌生與不安下雖然和小芬成為好朋友並且學習認字與讀書，可是她在小芬家中嚴厲的管教之下似乎無法表露出自己的心情以致煎熬成疾到罹患夢遊症，因此她還是回到最喜歡的阿爾卑斯山和爺爺身邊。小蓮在離開前和小芬約定好一定要再相見。
後來小芬要到山上來找小蓮。而再度重逢的兩人在美麗的阿爾卑斯山上和小豆子、山羊們，以及植物們盡情享受著大自然的一切，最後小芬在小蓮和小豆子及大自然的陪伴下，不僅獲得許多成長，更成功克服自己的疾病而開始走路。這次輪到小芬要回去時，同樣的小蓮和小芬都彼此期盼著能再相見之日的到來。

## 人物介紹

### 阿爾卑斯山的人們
（註：此處人物名稱翻譯以台灣播出版本為準。原作人名則以括弧內內容呈現）
小蓮（Heidi）
本作主角。8歲。生於瑞士格勞賓登州附近的地爾夫利村。是個聰明伶俐又樂觀開朗，心地善良的孩子。在一歲時即失去雙親，因此到五歲之前都是由姨母照顧。某日由於姨母必須出外工作，便把她帶至居於阿爾卑斯山的爺爺那裡。在山上的生活讓小蓮自由奔放的性格徹底散發，並和牧羊少年小豆子成了好朋友，還有羊群等動、植物們。相信如果可以，小蓮永遠也不會想離開阿爾卑斯山，因為山上有她最愛的一切。本名安迪爾海特（Adelheid）。平時暱稱是取自尾末的「heid」。但德語發音較接近「海蒂」。
爺爺（Alm-Onji）
小蓮的親祖父。獨居在阿爾卑斯山中小屋的老人。原著中的「Alm-Öhi（Alpöhi）」意指「放牧場的老爺爺」。姓名不詳(阿蒙治)。原本和山下村莊的人們不相往來，性情也相當古怪，但就在孫女小蓮來了以後，漸漸溫暖了他的心，開始願意與他人往來。
小豆子（Peter）
小蓮的好朋友，牧羊少年。較小蓮年長6歲。有著愛吃的性格。平時待人很隨和，但牧羊時卻相當嚴厲。在山上和小蓮以口哨聲為呼叫信號。整體而言除了羊群之外，他也是個很會照顧人的孩子。雖然書唸得不好，但做木工卻很有一手。在小芬到阿爾卑斯山來時，他也特地為小芬製作了背上靠椅，顯現出木工天份。
蒂堤（Dete)
小蓮的姨母。28-31歲。單身。帶著還是5歲的小蓮到阿爾卑斯山投靠小蓮爺爺之後，便前往法蘭克福的史聖明親戚家裡去當佣人。由於聽說史聖明家要為女兒找伴讀，便和史聖明家的管家羅曼亞小姐見面，並答應讓小蓮來到史聖明家。
小豆子的母親（Brigitte)
小豆子的母親，和小豆子奶奶住在一起。很喜歡小蓮。
小豆子的奶奶
小豆子的奶奶，雙眼失明。少數知曉小蓮爺爺也有和藹一面的人，是個慈祥的老人，牙口不好的她最大的願望就是能吃上柔軟的麵包。

### 阿爾卑斯山的動物們
約瑟
爺爺家的聖伯納犬，救過小蓮、小芬、還有小豆子。
小雪
小蓮的玩伴，掛鈴鐺的小山羊。原計劃屠宰的營養不良小羊，經小蓮細心照料後開始泌乳而逃過一劫！從此成為小豆子放牧羊群中的固定班底。

### 德國西部法蘭克福的史聖明家
史聖明先生（Herr Sesemann）
小芬的父親。銀行家。由於工作而長期居於巴黎，鮮少在家，也因此對女兒小芬百般寵愛，對小蓮也投注和對小芬一樣的關愛，是個溫柔的人。爾後得知小蓮生病的原因竟是因為羅曼亞管家對其過於嚴苛才造成，對小蓮相當愧疚，也對羅曼亞管家相當震怒。
小芬（Clara Sesemann/克萊拉）
史聖明家的獨生女。12歲。金髮，頭上常繫著一只大水藍色的蝴蝶結。父親長年在外工作，自幼母喪，因疾病不良於行須乘坐輪椅，生活多受管家約束與佣人呵護，當小蓮到來後，鮮少出門又常聽小蓮述說山上生活的種種趣事，使她更嚮往接觸外界。後因思念返鄉許久的小蓮，而展開阿爾卑斯山拜訪之行。山上生活，或許沒都市便利，但也因為有大自然的擁抱，以及好友的陪伴，讓小芬在獲得諸多成長之餘，亦成功克服了自己的缺陷。
老夫人
小芬的祖母。是個充滿智慧，既親切又帶點幽默感的老人家。雖未與史家同住，但每次她的到來都令全家欣然期盼！她曾送給小蓮一本格林童話，在了解書中趣味時也能夠練習認字。也曾到阿爾卑斯山並對小蓮的爺爺表達感謝之意。在得知小芬有機會能站起來更是無盡的感動。
羅曼亞（Rottenmeier/蘿藤麥爾）
史聖明家的管家（原作中的職位為女僕長，為阿坤的下屬）。嚴守禮教，做事有板有眼，講求規矩，因此遇上不拘節的小蓮時極為反感且十分嚴厲。平時都直呼其全名「安迪爾海特」。對小蓮是近乎刻薄，對小芬卻視如己出。最後也陪小芬一起到阿爾卑斯山（雖然很快就被趕回來了）。最終，看到小芬學會走路，對阿爾卑斯山之行也不再反對了。
阿坤（Sebastian/薩巴斯汀）
史聖明家的佣人（原作中為管家，職位高於羅曼亞）。相當和藹。平時都是由他擔任小芬的雙腳。在小蓮來了之後，也對小蓮很友善。在小蓮回國的時候，他也一道兒相送，和小芬一樣很捨不得小蓮離開，甚至都到了地爾夫利村，還對小蓮說「如果在山上住膩了，隨時可以回法蘭克福」等話。
阿桃（Tinette/蒂內特）
史聖明家的佣人。平時看她好像對任何事都漠不關心，其實也是有幽默的一面。特別是某日小蓮將小貓偷帶回史聖明家時，使得羅曼亞嚇得雞飛狗跳時，她則會在一旁偷笑。
醫生
小芬的主治醫生。在史聖明家發生鬧鬼風波的時候，始終以科學的角度來看待。最後證實此事其實是小蓮因負荷不了心理壓力而罹患了夢遊症才引起的。而在中後期小芬希望到阿爾卑斯山去的時候，在史聖明先生請託下先行前往，目的是為了觀察當地環境是否適合小芬。
阿福
史聖明家的馬車伕，平時居住於史聖明家，但通常僅需使用馬車時才會登場，而之前小蓮因相思病造成夢遊的鬧鬼事件，阿福也協助幫忙抓出鬧鬼兇手。
小芬的家庭教師
是一個有學術知識的份子，對於讀書課業也是有所要求的，雖然對小蓮偶發的脫序行為也是感到頭痛，但也相信小蓮的頭腦正常，因老師的教導，讓小蓮學習知識的吸收力日漸進步中。

## 配音陣容
括號內為台視／中都卡通台版或香港無綫電視的譯名。
| 角色                            | 配音員                      | 配音員 | 配音員              | 配音員          | 配音員 | 配音員 |
| 角色                            | 日本                        | 台灣   | 台灣                | 台灣            | 香港   | 香港   |
| 角色                            | 日本                        | 台視   | 中都卡通台 卡通頻道 | MOMO親子台 華視 | 無綫   | DVD    |
| ------------------------------- | --------------------------- | ------ | ------------------- | --------------- | ------ | ------ |
| 海蒂 （小蓮）                   | 杉山佳寿子                  | 武莉   | 林美秀              | 林美秀          | 盧素娟 | 曾佩儀 |
| 爺爺                            | 宮內幸平                    | 胡覺海 | 李香生              | 李世揚          | 金雷   | 劉文光 |
| （小豆子）                      | 小原乃梨子 丸山裕子(電影版) | 武莉   | 胡文沅              | 錢欣郁          | 謝月美 |        |
| （小芬）                        | 吉田理保子 潘惠子(電影版)   |        | 詹雅菁              |                 | 何錦華 | 呂慕慈 |
| 羅田麥爾小姐 （陳管家／羅曼亞管家／羅德蔓） | 麻生美代子                  |        | 錢欣郁              | 詹雅菁          | 李丹薇 |        |
| 克拉拉的祖母                    | 川路夏子                    |        | 胡文沅              | 錢欣郁          |        |        |
| （小豆子）的奶奶                | 沼波輝枝                    |        | 錢欣郁              |                 |        |        |
| （蒂堤）                        | 中西妙子                    |        | 胡文沅              |                 |        |        |
| 旁白                            | 澤田敏子                    |        | 汪世瑋              | 詹雅菁          |        |        |

## 製作團隊
- 原著：Johanna Spyri
- 編劇：吉田義昭、大川久男、佐佐木守
- 分鏡：高畑勳、池田文雄、奧田誠治、黑田昌郎、齋藤博、富野喜幸、早川啟二、山崎修二、橫田和善
- 劇本統籌：松木功
- 場面設定、畫面構成：宮崎駿
- 人物設定&作畫監督（全集）：小田部羊一
- 美術監督：井岡雅宏
- 攝影監督：黑木敬七
- 錄音監督：浦上靖夫
- 剪輯：瀬山武司、高橋次男
- 音樂：渡辺岳夫
- 製片：高橋茂人
- 導演（演出）：高畑勳
- 製作著作：瑞鷹株式会社（ZUIYO）

### 配音團隊
台灣台視首播版
- 配音製作：開聯錄音公司

中国大陆普通话版
- 翻译：宛金章、郭伟
- 译制导演：车适、刘纯燕
- 录音合成：宋宁宁
- 电子编辑：李兵、顾小红
- 配音演员：刘纯燕、王羊、李立宏、张欣、孙悦斌、杨曼玲
- 剧务：赵卫江、薛勇
- 监制：余培侠
- 中央电视台青少部译制　一九九五年七月

## 主題歌
- 片頭曲：
作詞：岸田衿子　作曲：渡辺岳夫　編曲：松山祐士　演唱：伊集加代子＆妮莉‧史瓦茲
演唱者伊集加代子，以本曲獲得1974年第2屆FNS歌謡祭的特別賞。

- 片尾曲：
作詞：岸田衿子　作曲：渡辺岳夫　編曲：松山祐士　演唱：大杉久美子&妮莉‧史瓦茲
大杉久美子自本曲之後，連續演唱5部名作劇場系列（至《小英的故事》為止）動畫的主題歌。

- 台灣首播版主題歌：「小天使」
作詞：黎明（鄧鎮湘）　作曲：長音（汪石泉）　演唱：吉林兒童合唱團（獨唱：趙詠華）
本曲收錄於當時台灣「新黎明唱片」1977年7月所發行的兒童歌曲合輯《兒童之歌》第6集（SLM-5058）中。

- 台灣新版主題曲：「愛的小天使」
作詞：張蘊源／王晶瑩　作曲：渡辺岳夫　編曲：EricYang　演唱：吳南穎　女高音：蔣啟真　和聲：吳南穎、張蘊源
為2013年於MOMO親子台播出版本片頭曲，翻唱自日本版片頭曲。
齊威版DVD標註作詞/作曲　劍湖山世界股份有限公司。

- 台灣新版片尾曲：「阿爾卑斯山之歌」
作詞：張蘊源／王晶瑩　作曲：渡辺岳夫　編曲：EricYang　演唱：吳南穎　和聲：吳南穎、張蘊源
為2013年於MOMO親子台播出版本片尾曲，翻唱自日本版片尾曲。
齊威版DVD標註作詞/作曲　劍湖山世界股份有限公司。

- 香港版主題歌：「飄零燕」
演唱：蔡麗貞

## 各集播映資料
| 集數 | 日文標題 | 中文標題           | 播映日         | 腳本     | 分鏡                                  | 演出   | 作畫監督   |
| ---- | -------- | ------------------ | -------------- | -------- | ------------------------------------- | ------ | ---------- |
| 1    |          | 到阿爾卑斯山去     | 1974年1月6日   | 吉田義昭 | 高畑勳                                | 高畑勳 | 小田部羊一 |
| 2    |          | 爺爺的山中小屋     | 1974年1月13日  | 吉田義昭 | 高畑勳                                | 高畑勳 | 小田部羊一 |
| 3    |          | 在牧場             | 1974年1月20日  | 吉田義昭 | 高畑勳                                | 高畑勳 | 小田部羊一 |
| 4    |          | 另一位家人         | 1974年1月27日  | 吉田義昭 | 富野喜幸 高畑勳                       | 高畑勳 | 小田部羊一 |
| 5    |          | 被燒掉的信         | 1974年2月3日   | 吉田義昭 | 黑田昌郎                              | 高畑勳 | 小田部羊一 |
| 6    |          | 吹口哨             | 1974年2月10日  | 吉田義昭 | 山崎修二                              | 高畑勳 | 小田部羊一 |
| 7    |          | 樅樹之聲           | 1974年2月17日  | 大川久男 | 富野喜幸                              | 高畑勳 | 小田部羊一 |
| 8    |          | 小啾到哪裏去了     | 1974年2月24日  | 大川久男 | 山崎修二                              | 高畑勳 | 小田部羊一 |
| 9    |          | 銀白色的阿爾卑斯山 | 1974年3月3日   | 大川久男 | 黑田昌郎                              | 高畑勳 | 小田部羊一 |
| 10   |          | 老奶奶的家         | 1974年3月10日  | 大川久男 | 富野喜幸                              | 高畑勳 | 小田部羊一 |
| 11   |          | 暴風雪的日子       | 1974年3月17日  | 大川久男 | 齊藤博                                | 高畑勳 | 小田部羊一 |
| 12   |          | 春天的聲音         | 1974年3月24日  | 吉田義昭 | 黑田昌郎                              | 高畑勳 | 小田部羊一 |
| 13   |          | 再到牧場           | 1974年3月31日  | 吉田義昭 | 富野喜幸                              | 高畑勳 | 小田部羊一 |
| 14   |          | 難過的消息         | 1974年4月7日   | 吉田義昭 | 富野喜幸                              | 高畑勳 | 小田部羊一 |
| 15   |          | 雪兒               | 1974年4月14日  | 吉田義昭 | 齊藤博                                | 高畑勳 | 小田部羊一 |
| 16   |          | 地爾夫利村         | 1974年4月21日  | 大川久男 | 黑田昌郎                              | 高畑勳 | 小田部羊一 |
| 17   |          | 兩位訪客           | 1974年4月28日  | 大川久男 | 池野文雄                              | 高畑勳 | 小田部羊一 |
| 18   |          | 分離的日子         | 1974年5月5日   | 大川久男 | 富野喜幸                              | 高畑勳 | 小田部羊一 |
| 19   |          | 前往法蘭克福       | 1974年5月12日  | 大川久男 | 山崎修二                              | 高畑勳 | 小田部羊一 |
| 20   |          | 新的生活           | 1974年5月19日  | 佐佐木守 | 黑田昌郎                              | 高畑勳 | 小田部羊一 |
| 21   |          | 想自由地飛翔       | 1974年5月26日  | 佐佐木守 | 富野喜幸                              | 高畑勳 | 小田部羊一 |
| 22   |          | 遙遠的阿爾卑斯山   | 1974年6月2日   | 佐佐木守 | 齊藤博                                | 高畑勳 | 小田部羊一 |
| 23   |          | 大騷動             | 1974年6月9日   | 吉田義昭 | 富野喜幸                              | 高畑勳 | 小田部羊一 |
| 24   |          | 被丟棄的小貓       | 1974年6月16日  | 吉田義昭 | 黑田昌郎                              | 高畑勳 | 小田部羊一 |
| 25   |          | 白麵包             | 1974年6月23日  | 吉田義昭 | 齊藤博                                | 高畑勳 | 小田部羊一 |
| 26   |          | 史聖明先生回來了   | 1974年6月30日  | 大川久男 | 齊藤博                                | 高畑勳 | 小田部羊一 |
| 27   |          | 小芬的奶奶         | 1974年7月7日   | 佐佐木守 | 羽根章悅 高橋信也 坂井俊一 櫻井美千代 | 高畑勳 | 小田部羊一 |
| 28   |          | 去森林玩           | 1974年7月14日  | 佐佐木守 | 山崎修二                              | 高畑勳 | 小田部羊一 |
| 29   |          | 二人的心           | 1974年7月21日  | 佐佐木守 | 富野喜幸                              | 高畑勳 | 小田部羊一 |
| 30   |          | 想帶陽光回去       | 1974年7月28日  | 佐佐木守 | 齊藤博                                | 高畑勳 | 小田部羊一 |
| 31   |          | 再見了，奶奶       | 1974年8月4日   | 佐佐木守 | 奧田誠治                              | 高畑勳 | 小田部羊一 |
| 32   |          | 暴風雨的晚上       | 1974年8月11日  | 佐佐木守 | 山崎修二                              | 高畑勳 | 小田部羊一 |
| 33   |          | 鬧鬼風波           | 1974年8月18日  | 佐佐木守 | 富野喜幸                              | 高畑勳 | 小田部羊一 |
| 34   |          | 回到懷念的山上     | 1974年8月25日  | 佐佐木守 | 橫田和善                              | 高畑勳 | 小田部羊一 |
| 35   |          | 阿爾卑斯山的星空   | 1974年9月1日   | 吉田義昭 | 黑田昌郎                              | 高畑勳 | 小田部羊一 |
| 36   |          | 再到牧場去         | 1974年9月8日   | 吉田義昭 | 早川啟二                              | 高畑勳 | 小田部羊一 |
| 37   |          | 羊寶寶             | 1974年9月15日  | 大川久男 | 富野喜幸                              | 高畑勳 | 小田部羊一 |
| 38   |          | 搬新家             | 1974年9月22日  | 大川久男 | 山崎修二                              | 高畑勳 | 小田部羊一 |
| 39   |          | 加油吧，小豆子     | 1974年9月29日  | 大川久男 | 奧田誠治                              | 高畑勳 | 小田部羊一 |
| 40   |          | 希望去阿爾卑斯山   | 1974年10月6日  | 大川久男 | 富野喜幸                              | 高畑勳 | 小田部羊一 |
| 41   |          | 醫生的約定         | 1974年10月13日 | 佐佐木守 | 山崎修二                              | 高畑勳 | 小田部羊一 |
| 42   |          | 和小芬再會         | 1974年10月20日 | 佐佐木守 | 富野喜幸                              | 高畑勳 | 小田部羊一 |
| 43   |          | 小芬的願望         | 1974年10月27日 | 佐佐木守 | 奧田誠治                              | 高畑勳 | 小田部羊一 |
| 44   |          | 小小的計劃         | 1974年11月3日  | 佐佐木守 | 富野喜幸                              | 高畑勳 | 小田部羊一 |
| 45   |          | 山上的孩子們       | 1974年11月10日 | 佐佐木守 | 奧田誠治                              | 高畑勳 | 小田部羊一 |
| 46   |          | 小芬的幸福         | 1974年11月17日 | 佐佐木守 | 富野喜幸                              | 高畑勳 | 小田部羊一 |
| 47   |          | 午安，奶奶         | 1974年11月24日 | 佐佐木守 | 山崎修二                              | 高畑勳 | 小田部羊一 |
| 48   |          | 小小的願望         | 1974年12月1日  | 佐佐木守 | 奧田誠治                              | 高畑勳 | 小田部羊一 |
| 49   |          | 一個約定           | 1974年12月8日  | 佐佐木守 | 富野喜幸                              | 高畑勳 | 小田部羊一 |
| 50   |          | 試著站起來         | 1974年12月15日 | 佐佐木守 | 奧田誠治                              | 高畑勳 | 小田部羊一 |
| 51   |          | 小芬會走路了       | 1974年12月22日 | 佐佐木守 | 富野喜幸                              | 高畑勳 | 小田部羊一 |
| 52   |          | 期待再相見         | 1974年12月29日 | 佐佐木守 | 奧田誠治                              | 高畑勳 | 小田部羊一 |

## 電影版
本片另有一部剪輯電影版，日本於1979年3月17日首映，片長107分鐘。

### 主要製作群
- 構成監督／中尾寿美子
- 錄音監督／千葉耕市
- 剪輯／沼崎梅子
- 製作／高橋茂人 etc.

## 外部連結
- （日語）本作官方網站 （页面存档备份，存于）
- （日語）阿尔卑斯山的少女的Facebook專頁
- （日語）阿尔卑斯山的少女的X（前Twitter）
- 互联网电影数据库（IMDb）上《阿尔卑斯山的少女》的资料（英文）